# 全纯函数

直角坐标网（上）經一全纯函数f共形映射後的結果（下）

全纯函数（英語：Holomorphic function）是复分析研究的中心对象；它们是定义在复平面{\displaystyle \mathbb {C} }的开子集上的，在复平面{\displaystyle \mathbb {C} }中取值的，在每点上皆複可微的函数。全纯函数有时称为正则函数。在整个复平面上都全纯的函数称为整函数。在一点{\displaystyle a}全纯，不仅表意味着{\displaystyle a}可微，而且表示在某个中心为{\displaystyle a}的复平面上的开邻域上可微。

## 定义
若{\textstyle U}为{\textstyle \mathbb {C} }的开子集，且{\displaystyle f:U\rightarrow \mathbb {C} }为一个函数。
- 我们称{\displaystyle f}是在{\textstyle U}中一点{\textstyle z_{0}}是复可微的（complex differentiable）或全纯的，当且仅当该極限存在：

- 若{\displaystyle f}在{\textstyle U}上任取一点均全纯，则称{\displaystyle f}在{\textstyle U}上全纯。
- 特别地，若函数在整个复平面全纯，我们称这个函数为整函数。

其中，极限取所有趋向{\textstyle z_{0}}的复数列，并对所有这种序列差的商趋向同一个数{\textstyle f'(z_{0})}，另外，这个可微性的概念和实可微性有几个相同性质：它是线性的，并服从乘积，商和链式法则。
下面是一个等价的定义：一个复函数全纯当且仅当它满足柯西-黎曼方程。

## 范例

### 有理函数
- 所有的复系数多项式函数为整函数
- 所有复系数的有理函数，在除去极点以外的区域均为全纯。例如，函数{\displaystyle f:z\mapsto {\frac {1}{z}}}在{\displaystyle \mathbb {C^{*}} }上为全纯函数。

### 由幂级数定义的函数
若{\displaystyle \Sigma _{n\geq 0}a_{n}z^{n}}复系数幂级数，且收敛半径不为零，我们记{\displaystyle D}为其收敛区域。
函数
为全纯函数，且任取{\displaystyle z\in D,f'(z)=\Sigma _{n\geq 1}{na_{n}z^{n-1}}}.事实上，这个函数在{\displaystyle D}上无穷可导。
指数函数为整函数，同样地，三角函数{\displaystyle \sin z,\,\cos z}与双曲函数同样为整函数。

### 复对数
若在一个连通集上的函数{\displaystyle L:U\rightarrow \mathbb {C} }满足条件：{\displaystyle \forall z\in D,\exp(L(z))=z}，则称其为一个复对数函数。
另有一等价定义，即若全纯函数{\displaystyle L}在{\displaystyle U}上以{\displaystyle z\mapsto 1/z}为导数，且存在一点{\displaystyle z_{0}}，使得这一点{\displaystyle \exp(L(z_{0}))=z_{0}}，则称其为一个复对数函数。
在{\displaystyle \mathbb {C^{*}} }的任意开子集{\displaystyle U}上，若有一个复对数{\displaystyle L}，那么任取整数{\displaystyle k}，函数{\displaystyle z\mapsto L(z)+2k\pi i}也为{\displaystyle U}上的复对数函数。

### 幂函数
在{\displaystyle \mathbb {C^{*}} }的任意开子集{\displaystyle U}上，若有一个复对数{\displaystyle L}，那么任取复数{\displaystyle a}，在{\displaystyle U}上{\displaystyle a}阶幂函数可以定义为{\displaystyle \forall z\in U,z^{a}=\exp(aL(z))}
特别地，任取整数{\displaystyle n>0}，有{\displaystyle z^{1/n}=\exp((1/n)L(z))}，满足{\displaystyle \forall z\in U,(z^{1/n})^{n}=z}，我们称此表达式为{\displaystyle U}上{\displaystyle n}阶幂的定义式。另外，记{\displaystyle {\sqrt[{n}]{z}}:=z^{1/n}}。

## 性质
因为复微分是线性的，并且服从积、商、链式法则，所以全纯函数的和、积及复合是全纯的，而两个全纯函数的商在所有分母非0的地方全纯。
每个全纯函数在每一点无穷可微。它和它自己的泰勒级数相等，而泰勒级数在每个完全位于定义域{\displaystyle U}内的开圆盘上收敛。泰勒级数也可能在一个更大的圆盘上收敛；例如，对数的泰勒级数在每个不包含0的圆盘上收敛，甚至在复实轴的附近也是如此。
若把{\displaystyle \mathbb {C} }和{\displaystyle \mathbb {R^{2}} }等同起来，则全纯函数和满足柯西-黎曼方程的双实变量函数相同，该方程组含有两个偏微分方程。
在非0导数的点的附近，全纯函数是共形的。因为他们保持了小图形的角度和形状。
柯西积分公式表明每个全纯函数在圆盘内的值由它在盘边界上的取值所完全决定。

## 几个变量
多复變函數的复解析函数定义为在一点全纯和解析，如果它局部可以扩张为收敛的各个变量的幂级数。这个条件比柯西-黎曼方程要强；事实上它可以这样表述为一个多复变量函数是全纯的当且仅当它满足柯西-黎曼方程并且局部平方可积。

## 扩展到泛函分析
全纯函数的概念可以扩展到泛函分析中的无穷维空间。Fréchet导数条目介绍了巴拿赫空间上的全纯函数的概念。

## 参看
- 亚纯函数
- 整函数
- 反全纯函数（英语：Antiholomorphic function）